# Lesly Fellinga
Lesly Fellinga (ur. 29 września 1985 w Port-au-Prince) – haitański piłkarz występujący na pozycji obrońcy.

## Kariera klubowa
Fellinga urodził się na Haiti, ale jako dziecko został adoptowany przez rodzinę z Holandii i tam się wychował. Karierę seniorską rozpoczynał w 2004 roku w amatorskim ZFC Zuidlaren. W 2005 roku trafił do pierwszoligowego klubu FC Groningen. Przez rok nie rozegrał tam jednak żadnego spotkania. W 2006 roku odszedł do drugoligowego BV Veendam. W ciągu dwóch lat, zagrał w 16 meczach.
W 2008 roku Fellinga wrócił do Eredivisie, zostając graczem zespołu SC Heerenveen. W jego barwach również jednak nie wystąpił ani razu. W 2009 roku podpisał kontrakt z kanadyjskim klubem Toronto FC, grającym w amerykańskiej lidze MLS. Zadebiutował w niej 12 września 2009 roku w wygranym 3:2 spotkaniu z Colorado Rapids. W sezonie 2009 dla Toronto zagrał 4 razy.
W 2010 roku Fellinga wrócił do Holandii, gdzie został zawodnikiem amatorskiego SC Gronitas. Na początku 2011 roku przeniósł się do trzecioligowej drużyny Harkemase Boys. Następnie grał w czwartoligowym Oranje Nassau Sneek, gdzie w 2015 roku zakończył karierę.

## Kariera reprezentacyjna
Jako junior Fellinga zagrał w reprezentacji Holandii U-15. W 2007 roku zdecydował się na grę w reprezentacji Haiti. W tym samym roku zadebiutował w jej drużynie U-23. W pierwszej reprezentacji Haiti zadebiutował w 2008 roku. W 2009 roku został powołany do kadry na Złoty Puchar CONCACAF. Nie zagrał jednak na nim w żadnym meczu, a Haiti zakończyło turniej na ćwierćfinale.
W latach 2008–2011 w drużynie narodowej rozegrał 12 spotkań.